# Primi ministri della Lituania
Il ministro presidente della Lituania (in lituano Ministras Pirmininkas) è il capo del ramo esecutivo del governo della Lituania; viene scelto dal Parlamento lituano, il Seimas. La moderna carica di ministro presidente fu istituita nel 1990, anche se il titolo ufficiale fu "presidente del Consiglio dei ministri" (Ministrų Tarybos Pirmininkė) fino al 25 novembre 1992. La sua creazione avvenne durante i tumulti che si verificarono prima e dopo il collasso dell'Unione Sovietica, e fu promossa da Sąjūdis, una coalizione multipartitica a favore dell'indipendenza della Lituania.
Storicamente, il titolo di ministro presidente fu utilizzato anche dal 1918 al 1940. Questo fu il periodo della Repubblica della Lituania originale, che durò dalla caduta dell'Impero russo fino all'annessione della nazione all'Unione Sovietica.

## Elenco dei ministri presidenti dal 1918 al 1940
| Ministro presidente                  | Ministro presidente   | Ministro presidente   | Partito                                       | Elezioni                                      | Governo            | Mandato           | Mandato           | Presidenti                    |
| Ministro presidente                  | Ministro presidente   | Ministro presidente   | Partito                                       | Elezioni                                      | Governo            | Inizio            | Fine              | Presidenti                    |
| ------------------------------------ | --------------------- | --------------------- | --------------------------------------------- | --------------------------------------------- | ------------------ | ----------------- | ----------------- | ----------------------------- |
|                                      |                       | Augustinas Voldemaras | Partito del Progresso Nazionale               | non indette                                   | Voldemaras         | 11 novembre 1918  | 26 dicembre 1918  | Antanas Smetona               |
|                                      |                       | Mykolas Sleževičius   | Unione Lituana Popolare dei Contadini         | non indette                                   | Sleževičius I      | 26 dicembre 1918  | 12 marzo 1919     | Antanas Smetona               |
|                                      |                       | Pranas Dovydaitis     | Partito dei Democratici Cristiani di Lituania | non indette                                   | Dovydaitis         | 12 marzo 1919     | 12 aprile 1919    | Antanas Smetona               |
|                                      |                       | Mykolas Sleževičius   | Unione Lituana Popolare dei Contadini         | non indette                                   | Sleževičius II     | 12 aprile 1919    | 7 ottobre 1919    | Antanas Smetona               |
|                                      | Ernestas Galvanauskas | Galvanauskas I        | Unione Lituana Popolare dei Contadini         | non indette                                   | 7 ottobre 1919     | 19 giugno 1920    |                   | Antanas Smetona               |
|                                      |                       | Kazys Grinius         | Unione Lituana Popolare dei Contadini         | 1920                                          | Grinius            | 19 giugno 1920    | 2 febbraio 1922   | Aleksandras Stulginskis       |
|                                      |                       | Ernestas Galvanauskas | Unione Lituana Popolare dei Contadini         | 1922                                          | Galvanauskas II    | 2 febbraio 1922   | 23 febbraio 1923  | Aleksandras Stulginskis       |
| 1923                                 | Galvanauskas III, IV  | Ernestas Galvanauskas | Unione Lituana Popolare dei Contadini         | 23 febbraio 1923                              | 18 giugno 1924     |                   |                   | Aleksandras Stulginskis       |
| 1923                                 |                       |                       | Antanas Tumėnas                               | Partito dei Democratici Cristiani di Lituania | Tumėnas            | 18 giugno 1924    | 4 febbraio 1925   | Aleksandras Stulginskis       |
| 1923                                 |                       |                       | Vytautas Petrulis                             | Partito dei Democratici Cristiani di Lituania | Petrulis           | 4 febbraio 1925   | 25 settembre 1925 | Aleksandras Stulginskis       |
| 1923                                 |                       |                       | Leonas Bistras                                | Partito dei Democratici Cristiani di Lituania | Bistras            | 25 settembre 1925 | 15 giugno 1926    | Aleksandras Stulginskis       |
| 1923                                 | Kazys Grinius         |                       | Leonas Bistras                                | Partito dei Democratici Cristiani di Lituania | Bistras            | 25 settembre 1925 | 15 giugno 1926    |                               |
|                                      |                       | Mykolas Sleževičius   | Unione Lituana Popolare dei Contadini         | 1926                                          | Sleževičius III    | 15 giugno 1926    | 17 dicembre 1926  |                               |
|                                      |                       | Augustinas Voldemaras | Unione Nazionalista Lituana                   | 1926                                          | Voldemaras II      | 17 dicembre 1926  | 23 settembre 1929 | Jonas Staugaitis (ad interim) |
| Aleksandras Stulginskis (ad interim) |                       | Augustinas Voldemaras | Unione Nazionalista Lituana                   | 1926                                          | Voldemaras II      | 17 dicembre 1926  | 23 settembre 1929 |                               |
| Antanas Smetona                      |                       | Augustinas Voldemaras | Unione Nazionalista Lituana                   | 1926                                          | Voldemaras II      | 17 dicembre 1926  | 23 settembre 1929 |                               |
|                                      |                       | Juozas Tūbelis        | Unione Nazionalista Lituana                   | 1926                                          | Tūbelis I, II, III | 23 settembre 1929 | 24 marzo 1938     |                               |
| 1936                                 |                       | Juozas Tūbelis        | Unione Nazionalista Lituana                   |                                               | Tūbelis I, II, III | 23 settembre 1929 | 24 marzo 1938     |                               |
|                                      |                       | Vladas Mironas        | Unione Nazionalista Lituana                   | Mironas I, II                                 | 24 marzo 1938      | 28 marzo 1939     |                   |                               |
|                                      |                       | Jonas Černius         | Unione Nazionalista Lituana                   | Černius                                       | 28 marzo 1939      | 21 novembre 1939  |                   |                               |
|                                      |                       | Antanas Merkys        | Unione Nazionalista Lituana                   | Merkys                                        | 21 novembre 1939   | 17 giugno 1940    |                   |                               |
| Antanas Merkys (de facto)            |                       | Antanas Merkys        | Unione Nazionalista Lituana                   | Merkys                                        | 21 novembre 1939   | 17 giugno 1940    |                   |                               |

## Elenco dei ministri presidenti dal 1990
| Ministro presidente | Ministro presidente                                     | Ministro presidente             | Partito | Elezione                              | Governo        | Mandato          | Mandato          | Presidenti           |
| Ministro presidente | Ministro presidente                                     | Ministro presidente             | Partito | Elezione                              | Governo        | Inizio           | Fine             | Presidenti           |
| ------------------- | ------------------------------------------------------- | ------------------------------- | --- | ------------------------------------- | -------------- | ---------------- | ---------------- | -------------------- |
|                     |                                                         | Kazimira Prunskienė             | Partito dei Democratici Cristiani di Lituania | 1990                                  | Prunskienė     | 17 marzo 1990    | 10 gennaio 1991  | Vytautas Landsbergis |
|                     |                                                         | Albertas Šimėnas                | Partito dei Democratici Cristiani di Lituania | 1990                                  | Šimėnas        | 10 gennaio 1991  | 13 gennaio 1991  | Vytautas Landsbergis |
|                     |                                                         | Gediminas Vagnorius             | Movimento Riformatore di Lituania | 1990                                  | Vagnorius I    | 13 gennaio 1991  | 21 luglio 1992   | Vytautas Landsbergis |
|                     |                                                         | Aleksandras Abišala             | Movimento Riformatore di Lituania | 1990                                  | Abišala        | 21 luglio 1992   | 2 dicembre 1992  | Vytautas Landsbergis |
| Algirdas Brazauskas |                                                         | Aleksandras Abišala             | Movimento Riformatore di Lituania | 1990                                  | Abišala        | 21 luglio 1992   | 2 dicembre 1992  |                      |
|                     |                                                         | Bronislovas Lubys               | Partito Democratico del Lavoro di Lituania | 1992                                  | Lubys          | 2 dicembre 1992  | 10 marzo 1993    |                      |
|                     |                                                         | Adolfas Šleževičius             | Partito Democratico del Lavoro di Lituania | 1992                                  | Šleževičius    | 10 marzo 1993    | 15 febbraio 1995 |                      |
|                     |                                                         | Laurynas Mindaugas Stankevičius | Partito Democratico del Lavoro di Lituania | 1992                                  | Stankevičius   | 15 febbraio 1995 | 27 novembre 1996 |                      |
|                     |                                                         | Gediminas Vagnorius             | Unione della Patria - Conservatori di Lituania | 1996                                  | Vagnorius II   | 27 novembre 1996 | 4 maggio 1999    |                      |
| Valdas Adamkus      |                                                         | Gediminas Vagnorius             | Unione della Patria - Conservatori di Lituania | 1996                                  | Vagnorius II   | 27 novembre 1996 | 4 maggio 1999    |                      |
|                     |                                                         | Rolandas Paksas                 | Unione della Patria - Conservatori di Lituania | 1996                                  | Paksas I       | 18 maggio 1999   | 27 ottobre 1999  |                      |
|                     |                                                         | Andrius Kubilius                | Unione della Patria - Conservatori di Lituania | 1996                                  | Kubilius I     | 3 novembre 1999  | 26 ottobre 2000  |                      |
|                     |                                                         | Rolandas Paksas                 | Unione dei Liberali di Lituania | 2000                                  | Paksas II      | 26 ottobre 2000  | 20 giugno 2001   |                      |
|                     |                                                         | Algirdas Brazauskas             | Partito Socialdemocratico di Lituania | 2000                                  | Brazauskas I   | 3 luglio 2001    | 14 dicembre 2004 |                      |
| Rolandas Paksas     |                                                         | Algirdas Brazauskas             | Partito Socialdemocratico di Lituania | 2000                                  | Brazauskas I   | 3 luglio 2001    | 14 dicembre 2004 |                      |
| Artūras Paulauskas  |                                                         | Algirdas Brazauskas             | Partito Socialdemocratico di Lituania | 2000                                  | Brazauskas I   | 3 luglio 2001    | 14 dicembre 2004 |                      |
| Valdas Adamkus      |                                                         | Algirdas Brazauskas             | Partito Socialdemocratico di Lituania | 2000                                  | Brazauskas I   | 3 luglio 2001    | 14 dicembre 2004 |                      |
| 2004                | Brazauskas II                                           | Algirdas Brazauskas             | Partito Socialdemocratico di Lituania | 14 dicembre 2004                      | 1º giugno 2006 |                  |                  |                      |
| 2004                |                                                         |                                 | Gediminas Kirkilas | Partito Socialdemocratico di Lituania | Kirkilas       | 4 luglio 2006    | 28 novembre 2008 |                      |
|                     |                                                         | Andrius Kubilius                | Unione della Patria - Democratici Cristiani di Lituania | 2008                                  | Kubilius II    | 28 novembre 2008 | 13 dicembre 2012 |                      |
| Dalia Grybauskaitė  |                                                         | Andrius Kubilius                | Unione della Patria - Democratici Cristiani di Lituania | 2008                                  | Kubilius II    | 28 novembre 2008 | 13 dicembre 2012 |                      |
|                     |                                                         | Algirdas Butkevičius            | Partito Socialdemocratico di Lituania | 2012                                  | Butkevičius    | 13 dicembre 2012 | 13 dicembre 2016 |                      |
|                     |                                                         | Saulius Skvernelis              | Indipendente (sostenuto dall'Unione dei Contadini e dei Verdi di Lituania)                                                                                       | 2016                                  | Skvernelis     | 13 dicembre 2016 | 25 novembre 2020 |                      |
| Gitanas Nausėda     |                                                         | Saulius Skvernelis              | Indipendente (sostenuto dall'Unione dei Contadini e dei Verdi di Lituania)                                                                                       | 2016                                  | Skvernelis     | 13 dicembre 2016 | 25 novembre 2020 |                      |
|                     |                                                         | Ingrida Šimonytė                | Indipendente (sostenuta da Unione della Patria - Democratici Cristiani di Lituania, Movimento dei Liberali della Repubblica di Lituania e Partito della Libertà) | 2020                                  | Šimonytė       | 25 novembre 2020 | 12 dicembre 2024 |                      |
|                     | Unione della Patria - Democratici Cristiani di Lituania | Ingrida Šimonytė                | | 2020                                  | Šimonytė       | 25 novembre 2020 | 12 dicembre 2024 |                      |
|                     |                                                         | Gintautas Paluckas              | Partito Socialdemocratico di Lituania | 2024                                  | Paluckas       | 12 dicembre 2024 | 4 agosto 2025    |                      |
|                     |                                                         | Rimantas Šadžius (ad interim)   | Partito Socialdemocratico di Lituania | 2024                                  | Paluckas       | 4 agosto 2025    | in carica        |                      |